# Eriokermes juniperinus
Eriokermes juniperinus är en insektsart som först beskrevs av De Lotto 1954.  Eriokermes juniperinus ingår i släktet Eriokermes och familjen eksköldlöss.
Artens utbredningsområde är Eritrea. Inga underarter finns listade i Catalogue of Life.